# Yasunari Kawabata
Yasunari Kawabata (川端 康成?, Kawabata Yasunari; Osaka, 11 giugno 1899 – Zushi, 16 aprile 1972) è stato uno scrittore giapponese.
Nato a Osaka nel 1899 e morto probabilmente suicida a Tokyo nel 1972, è stato uno dei maggiori scrittori di letteratura giapponese moderna.
Ha pubblicato il suo capolavoro, Il paese delle nevi, nel 1937 ed è stato insignito del Premio Nobel per la letteratura nel 1968.

## Biografia e poetica
L'infanzia di Kawabata fu condizionata dalla perdita prematura dei genitori. Nel 1920 si laureò in letteratura giapponese all'Università Imperiale di Tōkyō con una tesi sulla letteratura del periodo Heian (794-1186). Tra i suoi primi interessi letterari si annovera infatti lo studio dell'opera classica Genji monogatari di Murasaki Shikibu. Già in quegli anni Kawabata si dedicava alla stesura di racconti.
Negli anni in cui Kawabata iniziò la sua attività di scrittore, il mondo letterario giapponese andava sempre più approfondendo la conoscenza della letteratura occidentale. Ciò portò, all'interno delle opere di Kawabata e di altri autori suoi contemporanei, alla commistione di spunti presi dalle avanguardie letterarie europee e di elementi della tradizione giapponese. La fascinazione di Kawabata per l'occidente è particolarmente visibile nella sua attività letteraria degli anni venti, iniziata sotto la protezione del più maturo scrittore ed editore Kikuchi Kan (菊池寛). In quel periodo fondò, insieme a un nutrito gruppo di giovani autori (tra cui Kataoka Teppei, Inagaki Taruho, Nakagawa Yoichi e soprattutto, figura fondamentale nella letteratura di quegli anni, Yokomitsu Riichi, (横光利一), un movimento d'avanguardia noto come Shinkankakuha (（新感覚派), "Movimento neopercezionista", che si proponeva di cogliere la realtà attraverso l'immediatezza delle sensazioni. Le attività del gruppo gravitavano attorno alla rivista Bungei Jidai (文芸時代, "L'era della letteratura", pubblicata tra il 1924 e il 1927). Le teorie esposte dai Neopercezionisti suscitarono accesi dibattiti nel mondo letterario giapponese dell'epoca.
La Shinkankakuha produsse in quegli anni anche un film d'avanguardia, la cui sceneggiatura fu scritta dallo stesso Kawabata: "Una pagina folle" (1926), diretto da Kinugasa Teinosuke (衣笠貞之助).
Tra le opere giovanili di Kawabata il racconto La danzatrice di Izu (1926) è uno dei più noti. In esso si narrano le peregrinazioni di uno studente delle superiori nella penisola di Izu, e dei suoi incontri con una compagnia di artisti girovaghi. Quest'opera rimane tuttora uno dei classici della produzione kawabatiana.
Abbiamo, poi, le prime antologie di Racconti in un palmo di mano. Si tratta di rapidi bozzetti, in genere della lunghezza di poche pagine, in cui l'autore riesce a esprimersi felicemente, con uno stile che rappresenta, si può dire, il suo marchio di fabbrica: laconico, secco e cristallino. Kawabata scrisse nell'arco della sua vita più di un centinaio di questi brevi racconti, forma letteraria cui rimase sempre particolarmente affezionato.
La sua prima opera di ampio respiro è La banda scarlatta di Asakusa (pubblicato in Italia come La banda di Asakusa). All'epoca Kawabata abitava nella zona di Asakusa, a Tōkyō. Il quartiere, situato nella "Shitamachi", la zona popolare della città, ospitava un quartiere dei divertimenti molto popolare, in cui convivevano elementi della tradizione giapponese (il tempio del Sensōji, le feste tradizionali annuali) e svaghi moderni in arrivo dall'occidente, come i primi cinema, i baracconi del tiro a segno, le sale da ballo di jazz e charleston. Kawabata cercò di rendere l'atmosfera unica del luogo attraverso quest'opera-collage, in cui vennero portate avanti le istanze avanguardistiche del Neopercezionismo. La banda di Asakusa è caratterizzata da una narrazione frammentaria e volutamente destrutturata. Vi si fa uso divertito e audace di una grande varietà di stili, dallo sketch alla cronaca giornalistica, dal racconto in prima persona al romanzo realista, dalla canzonetta popolare alla citazione colta.
Di pochi anni dopo è il racconto Immagini di cristallo, in cui Kawabata, sempre interessato alle proposte delle avanguardie letterarie di quegli anni, sperimenta la tecnica narrativa del "flusso di coscienza".
L'attività letteraria di Kawabata fu molto intensa (le edizioni delle sue "opere complete" in Giappone ammontano a circa trentacinque volumi). Inoltre, fu molto attivo nell'ambito dell'associazionismo letterario giapponese. Da ricordare, per esempio, il suo ruolo di presidente del PEN Club giapponese per oltre un decennio a partire dagli anni del dopoguerra.
Le sue opere furono spesso pubblicate a puntate su riviste, e vennero sottoposte dall'autore a continui rimaneggiamenti. Il suo romanzo forse più importante, Il paese delle nevi, subì continui ritocchi fino all'edizione definitiva del 1948. Frequentemente il non finito è in Kawabata un elemento strutturale. Quasi considerasse l'opera d'arte una realtà plastica in movimento e non qualcosa di cristallizzato. Spesso si serviva di immagini dinamiche e frammentarie, atte ad evocare sensazioni inconsce più che a descrivere la realtà. Centrale nella sua opera, in modo più evidente in quella della maturità, è il rapporto con il concetto di bellezza. Il tema ritorna spesso nei suoi scritti, spesso in collegamento a personaggi femminili, ma anche a oggetti d'arte e artigianato giapponese, sia tradizionali che moderni.
Da alcuni è stato sostenuto che le donne dei suoi romanzi siano solo apparenza fisica, cioè vengano trattate quasi come oggetti, al pari di preziose ceramiche d'autore. Questo probabilmente è vero per vari dei suoi personaggi femminili, ma non mancano le eccezioni. Basti pensare a Yumiko e Haruko, le protagoniste de La banda di Asakusa, o alla più famosa Komako de Il paese delle nevi. Nel caso di quest'ultima opera, l'autore stesso aveva spiegato che, contrariamente ad altri suoi romanzi, in cui si era in genere ispirato a personaggi di fantasia, qui si trattava della descrizione di una persona reale con cui aveva avuto una relazione sentimentale. 
Nel 1968 ottenne, primo autore di nazionalità giapponese, il premio Nobel per la letteratura. Il suo discorso al ricevimento del premio, era intitolato Giappone, la Bellezza e me stesso. Il punto centrale del discorso fu dedicato al Buddhismo Zen e alle sue differenze da altre forme di buddhismo. La sua era una visione molto rigorosa del Buddhismo Zen, per cui i discepoli potevano raggiungere la salvezza solo attraverso i propri sforzi, isolandosi dal mondo per molte ore al giorno, perché solo da questo isolamento poteva scaturire la bellezza. "Il cuore della pittura a inchiostro è nello spazio, cioè a dire, ciò che resta intatto dall'inchiostro". Dalla pittura, poi, passò a parlare dell'Ikebana e del Bonsai, anch'esse forme artistiche che enfatizzano la semplicità e la bellezza che da essa sgorga; "Naturalmente, anche il giardino giapponese è un simbolo della vastità della natura".
Fu uno dei primi a scoprire e apprezzare il genio letterario di Yukio Mishima. Pur avendo stigmatizzato pubblicamente il gesto con cui aveva posto termine alla sua vita, analogo del resto a quello di tanti scrittori giapponesi, morì probabilmente lui stesso suicida nel 1972, asfissiato dal gas; parecchi suoi compagni e colleghi, compresa la vedova, hanno sostenuto che la sua morte fosse solo dovuta a un incidente. Donald Richie avanzò l'ipotesi che avesse aperto il rubinetto del gas solo per prepararsi il bagno.
Sono state avanzate molte ipotesi sulle ragioni del suo probabile suicidio; fra le altre, la scoperta di aver sviluppato il Parkinson, un possibile rapporto sentimentale illecito, o lo shock subìto per la morte del suo amico Yukio Mishima, suicidatosi nel 1970. Diversamente da Mishima, Kawabata non lasciò alcuna nota, lettera o altro: resteranno quindi per sempre oscure le ragioni del suo possibile suicidio. Tuttavia, il suo biografo giapponese, Takeo Okuno, racconta come Kawabata soffrisse di incessanti incubi incentrati su Mishima, anche per due o trecento notti di fila, come fosse ossessionato e perseguitato dal suo spettro. Prostrato dal suo perenne stato di depressione, nell'ultimo anno della sua vita gli accadde più di una volta, durante i suoi viaggi, di dire ai suoi amici di auspicare che l'aereo precipitasse.
Nel 2003 la Mondadori ha dedicato a Kawabata un volume de I Meridiani, curato da Giorgio Amitrano, che raccoglie una scelta delle sue opere più importanti.

## Opere tradotte in italiano
L'opera omnia di Kawabata è, come già accennato, molto estesa. Anche se l'autore risulta uno degli scrittori giapponesi più tradotti in occidente e in Italia, molte delle sue opere risultano ancora sconosciute al pubblico italiano. Con alcune eccezioni, in genere le case editrici italiane hanno privilegiato i lavori della maturità, in particolare quelli in cui viene dato rilievo alle arti e alla filosofia del Giappone tradizionale. L'autore è stato presentato quindi al pubblico italiano come un'epitome della tradizione giapponese, laddove invece, se si considerasse l'opera nella sua totalità, apparirebbe con maggiore evidenza l'elemento sperimentale e di modernità di Kawabata, ancora in gran parte da scoprire per i lettori italiani e occidentali in genere. Pressoché ignota, poi, ai lettori italiani, la sua produzione di carattere commerciale.

### Romanzi
- La banda di Asakusa (浅草紅團, 1930) - trad. di Costantino Pes, Einaudi, 2007.
- Il paese delle nevi (雪国, 1948) - trad. di Giorgio Amitrano, in Romanzi e racconti, cit. (ne esiste anche una trad. di Luca Lamberti dall'inglese di E.G. Seidensticker, pubblicata per la Einaudi, 1959).
- Arcobaleni (虹いくたび, 1951) - trad. di Lydia Origlia, Guanda, 1989.
- Mille gru (千羽鶴, 1952) - trad. di Mario Teti, Mondadori, 1965; SE, 2007 (anche in Romanzi e racconti, cit.).
- Il disegno del piviere (波千鳥, 1953) - trad. di Bona Pallavicini, SE, 1996; Einaudi, 2005.
- Il maestro di go (名人, 1954) - trad. di Cristiana Ceci, SE, 1991; Einaudi, 2012 (anche in Romanzi e racconti, cit.).
- Il suono della montagna (山の音, 1954) - trad. di Atsuko Ricca Suga, Bompiani, 1969 (anche in Romanzi e racconti, cit.).
- Il lago (みづうみ, 1954) - trad. di Lydia Origlia, Guanda, 1983.
- La casa delle belle addormentate (眠れる美女, 1961) - trad. di Mario Teti, Mondadori 1972; ES, 2000; SE, 2007 (anche in Romanzi e racconti, cit.).
- Koto ovvero i giovani amanti dell'antica città imperiale (古都, 1962) - trad. di Mario Teti, Rizzoli, 1968.
- Bellezza e tristezza (美しさと哀しみと, 1965) - trad. di Atsuko Ricca Suga, Einaudi, 1985 (anche in Romanzi e racconti, cit.).
- Denti di leone (たんぽぽ, 1964-1968) - trad. di Antonietta Pastore, Mondadori, 2019.

### Racconti e sceneggiature
- La bellezza sfiorisce presto e altri racconti (散りぬるを e altri due racconti, 1923-1970), trad. di Ornella Civardi, SE, 2008.
- La danzatrice di Izu (伊豆の踊り子, 1926), trad. di K. Toguchi ed Ester Maimeri, in AAVV, Novelle giapponesi, Aldo Martello, 1969; trad. di Antonella Favaro, 1988, rivista Il Giappone, vol.xxviii; trad. di Antonietta Pastore, 2003, in Romanzi e racconti, cit.; a cura di Giorgio Amitrano; trad. di Gala Maria Follaco e Giorgio Amitrano, Adelphi, 2017)
- Una pagina folle (狂った一頁, 1926), trad. di Costantino Pes, in Romanzi e racconti, cit.
- Racconti in un palmo di mano (掌の小説, originariamente pubblicati su varie antologie nel corso della vita dell'autore, a partire dagli anni venti), trad. di Ornella Civardi, Marsilio, 2002 (parzialmente anche in Romanzi e racconti, cit.).
- Immagini di cristallo (水晶幻想 e altri racconti, 1926-1932), trad. di Lydia Origlia, ES, 1991; Einaudi, 2007.
- Diario di Asakusa (浅草日記, 1931), trad. di Lydia Origlia, in L'Illustrazione Italiana, n. 9, 1983.
- L'ombrello (雨傘, 1932), trad. di Takata Hideki, in AAVV, Novelle e saggi giapponesi, Istituto Giapponese di Cultura in Roma, 1985.
- Lirica (抒情歌, 1932), trad. di Nicoletta Spadavecchia, 1975, rivista Il Giappone, vol. XV (ne esiste anche una trad. di Maria Teresa Orsi, in Romanzi e racconti, cit.).
- Uccelli e altri animali (禽獣, 1933), trad. di Mario Teti, in La casa delle belle addormentate, cit. (e in Romanzi e racconti, cit.).
- Luna d'acqua (水月, 1953), trad. di Cristiana Ceci, in AAVV, Racconti dal Giappone, Mondadori, 1992 (e in Romanzi e racconti, cit.).
- Prima neve sul Fuji (富士の初雪, 1958), trad. di Giorgio Amitrano, Mondadori, 2000; Einaudi 2013.
- Il neo (...), trad. di Atsuko Ricca Suga, in AAVV, Narratori giapponesi moderni, Bompiani, 1965.
- Il braccio (片腕, 1965), trad. di Mario Teti, in La casa delle belle addormentate, cit. (e in Romanzi e racconti, cit.).

### Saggi ed epistolari
- Gli occhi negli ultimi istanti (末期の眼, 1933) - trad. di Maria Teresa Orsi, in Romanzi e racconti, cit. - Saggio dedicato alla morte dell'amico pittore Koga Harue.
- La voce della purezza (....) - trad. di Maria Teresa Orsi, in Romanzi e racconti, cit.
- La bellezza del Giappone e io (美しい日本の私, 1968) - trad. di Maria Teresa Orsi, in Romanzi e Racconti, cit. - discorso tenuto in occasione della premiazione con il Nobel nel 1968.
- Lettere 1945-1970 (Ofuku shokan) - a cura di Lydia Origlia, SE, 2002 - Carteggio fra Kawabata e Mishima Yukio.

## Citazioni
- Il musicista elettronico sperimentale Purusha ha inserito in più occasioni parti recitate in italiano di brani di Kawabata nelle sue composizioni. Nel brano Water Flea[3] (una collaborazione col musicista elettronico giapponese Nobukazu Takemura) in particolare sono riconoscibili estratti dai Racconti in un palmo di mano.